# 레치그룬트
레치그룬트(독일어: Letzigrund)는 스위스 취리히에 위치한 다목적 경기장으로, FC 취리히와 그라스호퍼 클럽 취리히의 홈구장으로 사용되고 있다. 1925년 2월 22일 개장했으며 4차례의 확장 공사(1947년, 1958년, 1973년, 1984년)를 거쳤다. 2007년 8월 30일 재개장했으며 UEFA 유로 2008 경기장으로 선정되었다.